# Indipendentismo sardo

Bandiera dei quattro mori, simbolo storico del popolo sardo nonché bandiera della Regione Sardegna.

Bandiera con l'albero eradicato, simbolo del Giudicato di Arborea (ultimo territorio autoctono indipendente) tuttora utilizzato da alcuni partiti indipendentisti sardi.

L'indipendentismo sardo, forma radicale del sardismo, (in sardo: sardismu, in catalano: sardisme) è una corrente sociale, culturale e politica che propugna l'autodeterminazione della Sardegna dalla Repubblica Italiana, nonché il rispetto del suo patrimonio culturale e ambientale. Intende dunque conseguire, per metodi nonviolenti e democratici, tale diritto, nella forma di più spazi di autonomia proiettati idealmente all'indipendenza.
L'isola è storicamente caratterizzata da periodiche ondate di protesta nei confronti di Roma e del potere centrale, fungendo la narrazione sardista da contraltare al fascismo e nazionalismo italiano emerso nella penisola nel corso del Novecento. Uno dei capisaldi di tale movimento è il principio secondo cui i sardi non otterranno mai il pieno autogoverno sulla loro terra continuando a far parte dell'attuale sistema centrale di governo italiano; in aggiunta, si avanza una critica verso le linee politiche finora attuate dal governo centrale nei confronti dell'isola. Ascrivibili all'area sardista sono diverse campagne di denuncia, alcune delle quali, come la mancanza di autogestione fiscale (vedansi eventi che hanno portato all'emersione della cosiddetta vertenza entrate), la continuità territoriale, la mancata rappresentanza in Europa dovuta a una problematica circoscrizione elettorale, la questione del nucleare (di cui fa fede il referendum consultivo del 2011, proposto da un gruppo indipendentista) e quella del servaggio militare, sono entrate anche nell'agenda politica regionale.

## Quadro generale
Non vi sono altre strade da percorrere.
Noi vogliamo conquistare l’indipendenza per integrarci, non per separarci, nel mondo moderno. E la scelta non può essere che nostra, autonoma, cosciente, decisiva.»
(Antonio Simon Mossa, Intervento al convegno di Indipendentisti (22 giugno 1969), A. Cambule, R. Giagheddu, G. Marras)

### Periodo sabaudo
Nel 1720, in seguito a un periodo di plurisecolare dominio catalano-spagnolo e a uno breve di riconquista, il Regno di Sardegna entrò nell'orbita italiana venendo ceduto a Casa Savoia in accordo al Trattato di Londra del 1718, quale esito della guerra della Quadruplice Alleanza. I Savoia, che avrebbero preferito la Sicilia, non furono particolarmente entusiasti dello scambio avvenuto, al punto tale, a detta di Mazzini che aveva denunciato parte della manovra, da volersene ripetutamente cercare di sbarazzare, cedendo quella che Cavour chiamava "la terza Irlanda" all'Austria o alla Francia in cambio di domini territoriali più redditizi. Gran parte delle cariche dello stesso regno sardo sarebbero rimaste riservate a piemontesi e funzionari provenienti d'oltremare per lungo tempo, interrotto solo dalla breve e fallimentare stagione di tensione politica che prende il nome di vespri sardi, con la partecipazione di Giovanni Maria Angioy e altri rivoluzionari intenti a istituire una repubblica sarda.
Nel 1847, alcuni membri degli Stamenti di Cagliari e Sassari, fra cui Giovanni Siotto Pintor, richiesero la cosiddetta "fusione perfetta"; benché la popolazione la inquadrasse negativamente, tali notabili, appartenenti alla nobiltà ex-feudale, vedevano in essa la possibilità di accedere alle più prestigiose cariche pubbliche disponibili nella "terraferma". Sotto le proteste di una minoranza d'intellettuali contrari alla misura di accorpamento, quali il federalista cattolico Giovanni Battista Tuveri e Federico Fenu, il re Carlo Alberto accondiscese alle richieste, decretandola e abolendo così ogni residuale vestigia di autonomia. All'interno del regno, l'isola avrebbe però continuato a ricoprire un ruolo periferico dentro un ambito politico che, con la successiva incorporazione dei territori peninsulari da parte dello stato sabaudo, presto sarebbe stato ancora più vasto (da cui il cambio di nome in Regno d'Italia nel 1861, per meglio riflettere il baricentro politico e geografico), spingendo lo stesso Pintor a pentirsi di aver formulato tale domanda (errammo tutti, qual più, qual meno) e contribuendo alla nascita della cosiddetta "Questione Sarda", termine usato da quel momento innanzi per descrivere una serie di problemi legati al rapporto fra l'isola e lo stato unitario. Fu a partire dal 1848 che l'intellettualità sarda cominciò a parlare di "colonialismo" in Sardegna. I Savoia avrebbero proceduto ad ampliare i propri domini, perseguendo l'unificazione italiana e la costituzione del Regno d'Italia: la Sardegna, essendo il nucleo originario del regno, ne fece così parte.

### Dagli anni Venti allo statuto speciale
Il sardismo, per lungo tempo limitato a un'élite di intellettuali, debuttò quale movimento organizzato per la prima volta nel 1921 col Partito Sardo d'Azione o PSd'Az, uno dei partiti regionalisti di più antica fondazione in Europa a propugnare istanze di autodeterminazione, nonché uno dei partiti storici di massa più influenti in Sardegna in termini elettorali, tanto da rappresentare in Sardegna l'avversario diretto del fascismo negli anni della sua ascesa. In seguito al secondo conflitto mondiale, si produsse una prima scissione fra l'ala originaria e quella più radicale di Sebastiano Pirisi, il cui partito (Lega Sarda) riportò uno scarso successo elettorale alle elezioni della Costituente nel 1946.
Il ritorno della democrazia coincise con la ripresa delle istanze autonomiste, che il fascismo aveva precedentemente stroncato. Una Consulta regionale venne aperta il 9 aprile 1945, ma rimase inoperante fino al 26 aprile 1946, data l'estrema lentezza del dibattito politico. Solamente il Partito Sardo d'Azione dava maggiormente impulso alla richiesta di autonomia, definendo nei suoi Lineamenti del programma politico del 1943 un'impostazione pienamente federalistica nei confronti dell'Italia. Questo programma entrò in conflitto con le posizioni dei partiti nazionali: la DC, forte di un esponente locale come Antonio Segni, era a favore di una generica autonomia regionale ricollegata alla tematica meridionalista con un'impostazione garantista rispetto allo stato centrale; il PCI, che due anni prima aveva determinato lo scioglimento del Partito Comunista di Sardegna, riteneva che la concessione di qualsivoglia autonomia fosse un grimaldello con cui le forze conservatrici avrebbero bloccato una trasformazione socioeconomica in senso comunista, e vi era perciò ostile; la segreteria sarda del Partito Liberale Italiano si allineò anch'essa alla posizione nazionale, favorevole solo a un decentramento amministrativo senza capacità legislativa; contrari all'autonomia regionale erano infine i partiti nazionali di destra e i qualunquisti, per ragioni motivate dal nazionalismo italiano. In un discorso pronunciato da Emilio Lussu all'Assemblea Costituente, definito "il canto del cigno del federalismo sardo", egli chiosò con «dico federalismo e non, come dovrei, autonomismo, per indulgere a quegli unitari che considerano questo nostro autonomismo come una sottospecie di federalismo più o meno mascherato».
Alla fine prevalse la linea della DC che, sostenendo di voler evitare "conflitti istituzionali troppo gravi", nel Nuovo schema di progetto per l'autonomia della Sardegna sostituiva all'ipotesi federale un quadro unitario, nella forma di un sistema binario di rapporti funzionali e organizzativi tra stato e regione. Per quanto alcuni importanti studiosi di storia sarda ritengano che l'autonomia concessa sia il riconoscimento di una situazione storica, geografica, sociale, etnica e linguistica fortemente caratterizzata, a fondamento della specialità sarda il legislatore decise di non fare espresso richiamo ad alcuno dei suddetti elementi, ma solo ad alcune istanze socio-economiche nei confronti della terraferma continentale: un «autonomismo nettamente economicistico, perché non si volle o non si poté disegnare un’autonomia forte, culturalmente motivata, una specificità sarda che non si esaurisse nell’arretratezza e nella povertà economica».
I tempi premevano e il testo finale fu infine redatto a Roma dall'Assemblea Costituente italiana, dopo un rapido esame degli articoli e senza discussione generale; il testo finale presentava articoli unici, prevedendo la sollecitazione allo sviluppo industriale della Sardegna attraverso specifici piani di rinascita approntati dal centro.
A cento anni di distanza dalla "perfetta fusione" col Piemonte, nel 31 gennaio del 1948 si pervenne all'approvazione dello Statuto speciale, ritenuto dai sardisti un compromesso al ribasso. Lussu, al varo dello Statuto, commentò laconicamente «invece del ruggito di un leone, siamo di fronte al miagolio di un gatto»; l'avvocato Gonario Pinna si spinse ben oltre: «si tenta di varare - disse - una forma di autonomia che lungi dal conferire all'Isola una seria e organica possibilità di autogoverno ne imbastardisce i principi fondamentali, e sul terreno pratico dovrà sperimentare prove e delusioni amare». Nel mese di luglio si produsse un'altra scissione interna al Psd'Az, con la fuoriuscita di Lussu nel Partito Sardo d'Azione Socialista che poco dopo confluì nel PSI.
I critici dell'attuale statuto fecero notare, fin da subito, che dai fondamenti giustificativi e ideali dell'autonomia fossero stati espunti i principali riferimenti identitari, linguistici e culturali dell'isola che pur ne avevano informato la genesi primaria, in netto contrasto con altre esperienze quali lo statuto catalano, venendo invece prodotto su un crinale esclusivamente economicistico e di scarsa incisività complessiva. Un altro grave problema era il fatto che alla formale strutturazione dei poteri regionali non tenne dietro l'autonomizzazione dei partiti: saldamente collegate alle basi romane, le segreterie regionali avrebbero perciò agito non come centri propulsivi di uno sviluppo autocentrato, bensì come mere "agenzie del potere centrale con domicilio in Sardegna" ed espressioni di una cultura politica che traeva i suoi contenuti non dall'isola e i suoi problemi, bensì dalle mode sorte nella terraferma. Raimondo Carta Raspi, nel suo Storia della Sardegna, scrive al riguardo che «disabituata a scelte politiche e ad iniziative imprenditoriali autonome ed incapace di improvvisarsi una disposizione mentale per tale ruolo, la classe neodirigente sarda finisce per rimanere politicamente succube, nonostante talune più plateali che sostanziali alzate di testa, dei condizionamenti del Governo Centrale (il collegamento partitico tra la classe politica al potere in Sardegna e quella al potere a Roma limita all’estremo le possibilità di far salve le esigenze regionali di fronte a quelle nazionali); e rimettere il compito della rinascita economica dell’isola nelle mani degli specialisti economici per eccellenza: gli industriali del Nord Italia, d’Europa e del mondo in genere, cui interessi radicare iniziative in Sardegna». Gli stessi piani industriali, analoghi ai coevi "grandi progetti" ideati nei paesi in via di sviluppo sulla scorta delle teorie della modernizzazione, si sarebbero concretizzati non nel volano per una "rinascita" economica e sociale, bensì nel passaggio da una economia di sussistenza a una dualistica di assistenza.
Constatando lo svuotamento sostanziale degli spazi di autogoverno, a breve si sarebbe iniziato a parlare di "autonomia fallita" (Salvatore Sechi) e di "autonomismo abortivo" (Eliseo Spiga).

### Dagli anni Sessanta in poi
Il fenomeno politico-culturale indipendentista riemerse al termine degli anni '60, periodo in cui si assistette alla progressiva perdita del patrimonio culturale e, in seguito alla ricollocazione dei lavoratori in settori esogeni quali l'industria petrolchimica (particolarmente caldeggiata dal PCI) e le installazioni militari, anche all'aumento delle disuguaglianze prodotte da una struttura dualistica dell'economia. Nei primi anni settanta del XX secolo, il sardismo si ritrasformò in un movimento sociale.
Nel 1968, in Barbagia, avrebbero avuto modo di costituirsi in antitesi due controversi organismi paramilitari: il Fronte Nazionale de Liberazione de sa Sardigna (FNLS), che si ispirava all'ETA basca, e il Movimentu Nazionalista Sardu (MNS), accusato dal primo di simpatie filofasciste; entrambi sarebbero stati soggetti coinvolti in un presunto movimento armato finanziato da Giangiacomo Feltrinelli e poi disciolto ad opera dei servizi segreti italiani. Nel complesso, al di là di alcune frange estremiste, il movimento autonomista e indipendentista sardo (al contrario di quello corso) non ha mai impiegato metodi terroristici per incidere sull'agenda politica dell'isola.
Fino agli anni '80, era un argomento chiave di molte associazioni popolari sorte in quegli anni, benché in modo assai frammentato per via della diversa estrazione ideologica: per esempio, nel 1967 furono fondate sia la Unione Democratiga pro s'Indipendentzia de sa Sardigna di ispirazione cattolica, sia la Liga de Unidade Nazionale pro s'Indipendentzia de sa Sardigna e su Socialismu da parte di giovani socialisti.
Sarebbero sorti anche diversi centri culturali, quali Città-Campagna o Su Populu Sardu: animati dall'intellighenzia teorica dell'anticolonialismo, essi raccolsero i fermenti della sinistra sarda che, per via della distinta specificità culturale, mal si collocava all'interno dei vari gruppi extraparlamentari peninsulari; furono inoltre caratterizzati dall'adesione di molti studenti universitari sardi (sia in penisola italiana che non), particolarmente attivi nell'organizzazione di inchieste e seminari sulla cosiddetta "questione sarda". Di rilievo sono stati i circoli giovanili orgolesi, ferventi animatori della resistenza popolare contro l'esproprio delle terre e la militarizzazione dei pascoli. Nel 1978 nacque ad Alghero il movimento Sardenya y Llibertat, fondato da Carlo Sechi (vincitore alle elezioni comunali del 1994) e Rafael Caria e gemellatosi nel 1982 col gruppo Sardinna e Libertade.
Nel dicembre 1981, l'indipendentista Salvatore Meloni venne arrestato dopo il ritrovamento di esplosivo nella sua casa di Terralba, con l'accusa di aver compiuto un attentato alla sede cagliaritana della Tirrenia e di essere a capo di un piano (poi noto con l'espressione giornalistica di complotto separatista) per rendere la Sardegna indipendente dallo Stato Italiano. Dopo l'arresto, Meloni iniziò una serie di scioperi della fame per protestare contro quella che ritenne un'ingiusta persecuzione politica. Nell'ottobre 1984 venne condannato a nove anni di carcere, con revoca del diritto di voto e interdizione perpetua ai pubblici uffici, con l'accusa di cospirazione politica e associazione sovversiva contro la integrità, l'indipendenza e l'unità dello Stato; Meloni è l'unica persona mai condannata nello Stato Italiano per questo reato. A detta di Mario Melis, il cosiddetto "complotto separatista sardo" sarebbe stato una macchinazione dei servizi segreti italiani per screditare il nuovo vento sardista allora sorto.
Infatti, il notevole risultato elettorale riscosso dal PSd'Az, che a Cagliari e Sassari sfiorava il 20%, fece sì che la guida della regione toccasse al suo esponente più prestigioso, che inaugurò la prima giunta in Sardegna in un'instabile alleanza col PCI.
Nel 1984 nacque il Partidu Sardu Indipendentista Sotzialista Libertariu (poi semplicemente Partidu Sardu Indipendentista). Quest'ultimo si sarebbe evoluto, nel 1994, in Sardigna Natzione.
Alcuni elementi fuoriusciti da Sardigna Natzione e animatori del progetto web denominato Su Cuncordu pro s'Indipendèntzia de sa Sardigna avrebbero poi fondato nel 2001 iRS indipendentzia Repubrica de Sardigna. Alcuni dissapori tra il leader storico Gavino Sale e il grosso del suo partito hanno portato alla nascita del movimento ProgReS - Progetu Repùblica nel 2010. A distanza di qualche tempo, il suo ideologo Franciscu Sedda esce anche da quest'ultimo e dà vita, assieme al consigliere regionale Paolo Maninchedda, al Partito dei Sardi.
Nel 2004 fu fondato il partito di ispirazione marxista A Manca pro s'Indipendentzia, scioltosi nel 2015. Una parte dei suoi membri è poi confluita nel 2016 in Liberu - Lìberos Rispetados Uguales, che negli anni successivi ha aderito a Autodeterminatzione.
Non sono noti i responsabili di diversi attentati dinamitardi, rivendicati da sedicenti organizzazioni indipendentiste, in particolare quello contro Berlusconi in occasione della visita di Tony Blair a Porto Rotondo, nel 2004. Nel 2010, la relativa inchiesta era ancora aperta.
In occasione delle elezioni regionali della Sardegna svoltesi il 16 febbraio 2014, con la vittoria della coalizione di centro-sinistra "Cominciamo il Domani", guidata da Francesco Pigliaru, hanno eletto propri rappresentanti sia il Partito dei Sardi che i Rossomori. Altri consiglieri indipendentisti sono stati eletti con il Partito Sardo d'Azione, alleato con la coalizione di centrodestra.
Michela Murgia, a capo di una coalizione denominata Sardegna Possibile (comprendente ProgReS e le associazioni Gentes e Comunidades) ottiene circa il 10% dei voti, non sufficienti tuttavia a raggiungere il quorum.
Nel novembre del 2017 nasce il Progetto Autodeterminatzione, con l'ex direttore de L'Unione Sarda Anthony Muroni come portavoce, mirante a raggruppare quanti più soggetti, sia politici sia civili, con l'obiettivo di autogovernare la Sardegna; alle Elezioni politiche in Italia del 2018 ottiene il 2,2% e il 2,5% alla Camera e Senato. Al medesimo appuntamento elettorale, il Partito Sardo d'Azione si presenta in coalizione con la Lega, ottenendo invece il 10,8% e l'11,6% alla Camera e Senato.
In occasione delle elezioni regionali svoltesi il 24 febbraio 2019, i partiti d'area sardista hanno raccolto il 17,6% dei voti totali. Nella medesima tornata elettorale, il leader del Psd'Az Christian Solinas, coalizzatosi in una piattaforma di centrodestra, è stato eletto presidente della regione.

## Sostegno politico
Negli anni '70, il 38% dei sardi mostrava un atteggiamento favorevole verso l'indipendenza. I dati, esposti dal politologo Carlo Pala di una ricerca effettuata nel 2012 dall'Università di Cagliari in collaborazione con quella di Edimburgo, rivelavano che nove sardi su dieci sarebbero stati favorevoli all'autonomia fiscale. Inoltre, riguardo ai desiderata sulla questione sarda, il 41% della popolazione coltivava sentimenti favorevoli verso un eventuale processo di autodeterminazione (cumulando due opzioni il cui elemento discriminante era l'indipendenza statuale entro o al di fuori dell'Unione europea, i cui esiti erano rispettivamente il 31% e il 10%), laddove il 59% esprimeva invece l'opzione unitaria (la cui composita frangia, a sua volta, si suddivideva in un 46% che avrebbe voluto più autonomia locale rispetto a quella attuale, in un 12% si sarebbe accontentata dell'attuale condizione di autonomia con un consiglio regionale e senza potere fiscale, infine in un restante 1% di persone che avrebbero guardato con favore la perdita di autonomia isolana restando in Italia). In riferimento alle percezioni identitarie dei sardi, da una Moreno question presente nella medesima ricerca emergeva che il 26% di essi si sentiva solo sardo, il 37% più sardo che italiano, il 31% sia l'uno sia l'altro, il 5% più italiano che sardo e l'1% italiano anziché sardo. Tali dati sarebbero stati inoltre corroborati da altre analisi sondaggistiche professionali, i cui risultati, corrispondendo in larga misura a quelli già resi noti, davano ulteriore conferma di tale quadro.
Tale atteggiamento favorevole non è altrettanto ben canalizzato, però, all'interno del circuito elettorale. A tale opinione nei confronti di argomenti quali la devoluzione di poteri, infatti, nel cittadino sardo si somma disaffezione politica e un atteggiamento di sfiducia nei confronti delle istituzioni e dei partiti, inclusi quelli sardisti. Inoltre, è importante notare che, come solitamente accade in questa famiglia di partiti politici, il movimento sardista è da lungo tempo frammentato in una galassia di piccoli partiti, piuttosto marginali se presi in analisi singolarmente, che non capitalizzano in termini elettorali le percentuali di consenso finora empiricamente accertate attorno a tali sentimenti; per esempio, benché alle elezioni regionali del 2014 il sardismo nelle sue varie accezioni abbia totalizzato il 26% quale risultato complessivo, oltre che dalla legge elettorale entrata in vigore nel settembre del 2013 è stato ulteriormente penalizzato dal suo fazionalismo. Tutti i partiti d'area sono soliti raccogliere ad ogni tornata elettorale approssimativamente il 15-20%, ma nessun partito da solo è capace di raggiungere una percentuale superiore al 5%. Infine, il movimento soffre nella competizione elettorale della concorrenza dei partiti tradizionali italiani che, sovente, inseriscono elementi sardisti nei loro discorsi e programmi politici; a titolo di esempio, basti citare l'impegno profuso da Francesco Cossiga nel presentare in Senato il DDL Costituzionale n. 352, poi bocciato in Parlamento, che avrebbe riformato lo statuto sardo e previsto il riconoscimento della "Nazione Sarda" entro un contesto di autonomia rimanendo in Italia.

## Organizzazioni politiche e sociali indipendentiste
- Su populu sardu, movimento indipendentista nato da una scissione al Partito Sardo d'Azione.

- Sardigna Natzione partito indipendentista della sinistra radicale fondato da Anghelu Carìa.

- IRS - indipendèntzia Repùbrica de Sardigna Partito indipendentista di sinistra fondato da Gavino Sale.

- ProgReS - Progetu Repùblica progetto politico e partito indipendentista attivo dal 2011 al 2024, confluito in parte in Repùblica.

- Repùblica progetto unitario indipendentista sorto a Giugno del 2024.

- A Manca pro s'indipendentzia partito comunista indipendentista scioltosi nel 2015.

- Corona de logu Assemblea dei sindaci e amministratori locali sardi indipendentisti. [120]

- Assemblea Natzionale Sarda assemblea di rete territoriale promotrice di eventi culturali e tematiche politiche relative alla storia e il presente della Sardegna. [121]

- UNIGCOM - Unioni de sos Giovunus Comunistas organizzazione politica giovanile Marxista Leninista Maoista indipendentista sarda. [122]

- A innantis! Associazione politico-culturale indipendentista di centro-sinistra. [123]